# Рассказ об Аке и человечестве
Рассказ об Аке и человечестве — рассказ Ефима Давыдовича Зозули. Написан в 1919 году, опубликован в первом (и последнем) номере журнала «Зори» в 1919 году.

## Описание сюжета
По всему городу развешивают плакаты, в которых говорится о проверке прав на жизнь жителей города Коллегией Высшей Решимости. Жители, признанные не нужными для жизни, — обязуются уйти из нее в течение двадцати четырех часов. В течение этого срока разрешается апеллировать. Жители в панике, они сами выбрали Коллегию Высшей Решимости. Ходят слухи, что ее возглавляет Ак, люди немного успокаиваются — ведь это «светлая личность». Жители выясняют, гадают, кто из них ценный, а кто — нет.
Толпы бегут из города, но их останавливают, стреляют, бьют такие же, как они. Всех возвращают обратно.
Комиссия быстро рассматривает дела, легко выносит смертные вердикты. Дела нескольких десятков тысяч жизней хранятся в Сером Шкафу. Как-то Ак пропал, его нашли в Шкафу на могильных бумагах убитых людей. Он думал. Потом сказал: когда изучаешь живых людей, то приходишь к выводу, что три четверти из них надо вырезать, а когда изучаешь зарезанных, то не знаешь: не следовало ли любить их и жалеть? Вот где, по-моему, тупик человеческого вопроса, трагический тупик человеческой истории.
Ак исчез. Деятельность Коллегии Высшей Решимости ослабела. Люди не пускали к себе проверочные комиссии. Люди радуются (хотя кто-то недоволен тем, что осталось ещё много «человеческого хлама»). Расклеиваются новые плакаты. Всем гражданам города разрешается жить. Коллегия Высшей Решимости переименовывается в «Коллегию Высшей Деликатности». Права на жизнь неоспоримы.
Розовый Шкаф был полон радостными протоколами и наблюдениями. Ак молчал, только еще более сгорбился и более поседел. Иногда он забирался в Розовый Шкаф и подолгу сидел в нем, как раньше сиживал в Сером Шкафу. А однажды выскочил из Розового Шкафа с криком: «Резать надо! Резать! Резать! Резать!» Но махнул рукой, выбежал из канцелярии — и исчез навсегда.

## Отзывы и анализ
Как считает Е. Голубовский, автор предисловия к сборнику Зозули «Мастерская человеков и другие гротескные, фантастические и сатирические произведения», рассказ — это антиутопия, издевательская и точная в своем провидении. Описанный город — коммунистический режим, прошедшие чистку будут жить в «светлом будущем». Критик считает, что этот текст повлиял на Евгения Замятина.
По его словам, «если бы Зозуля не написал ничего, кроме этого текста, тогда ещё не было термина „антиутопия“, он вошёл бы в большую литературу».